# Venancio González y Fernández
Venancio González y Fernández   (Lillo, 18 de maig de 1831 - Madrid, 5 de gener de 1897) va ser un advocat i polític espanyol, ministre de Governació durant el regnat d'Alfons XII, cartera que juntament amb la de ministre d'Hisenda tornaria a ocupar durant la regència de Maria Cristina d'Habsburg-Lorena.

## Biografia
Llicenciat en 1854 en Dret per la Universitat Central de Madrid inicia la seva carrera política com a diputat per Toledo en les eleccions de 1863. Després de prendre part activa en la Revolució de 1868 tornarà al Congrés en tornar a obtenir un escó per Toledo entre 1869 i 1872 i, després de no aconseguir-lo en els dos següents processos electorals tornar a guanyar-ho entre 1876 i 1886 cessant, no obstant això, en 1887 en ser nomenat President del Consell d'Estat. Finalment, en 1891 va ser nomenat senador vitalici.
Va ser ministre de Governació entre el 8 de febrer de 1881 i el 9 de gener de 1883 en un govern que va presidir Sagasta cartera que tornaria a ocupar entre el 27 de novembre de 1885 i el 10 d'octubre de 1886 i entre l'11 de desembre de 1892 i el 14 d'octubre de 1893 en sengles gabinets novament presidits per Sagasta. Igualment va ser ministre d'Hisenda entre l'11 de desembre de 1888 i el 21 de gener de 1890 també amb Sagasta com a cap de govern.
També va ser Director General de Correus i Telègrafs